# 톨로사 (스페인)
톨로사(Tolosa)는 스페인 바스크 지방의 주인 기푸스코아주의 도시로, 인구는 18,044명(2009년 기준), 면적은 37.39km2이다.